# سیارک ۵۰۸۶
سیارک ۵۰۸۶ (به انگلیسی: 5086 Demin، نامگذاری:1978RH1) پنج هزار و هشتاد و ششمین سیارک کشف شده‌است که در ۵ سپتامبر ۱۹۷۸ کشف شد.
قدر مطلق سیارک برابر ۱۴٫۰۰ است.